# Буршье, Рейчел, графиня Бат
Ре́йчел Буршье, графи́ня Бат (англ. Rachel Bourchier, Countess of Bath) (урож. Фейн; англ. Fane); 28 января 1613 — 11 ноября 1680) — английская аристократка и драматург, дочь Фрэнсиса Фейна, 1-го графа Уэстморленд.

## Биография
Рейчел Буршье (урож. Фейн) была пятой дочерью Фрэнсиса Фейна, 1-го графа Уэстморленд и его супруги Мэри Майлдмей Фейн, единственной дочери Энтони Майлдмея и Грейс Шеррингтон.
В юности она работала в жанре маска, создавая произведения для семейных праздников; она считается автором двух из них «Майская маска» и «Развлечение в кресле желаний». Помимо этого, Рейчел занималась переводом на английский язык отрывка известного рыцарского романа «Амадис Гальский»; её перевод датирован 1626 годом.
В декабре 1638 года, в возрасте 25 лет, она вышла замуж за Генри Буршье, 5-го графа Бат (1587 — 16 августа 1654), который был старше её на 25 лет; их брак был бездетным. Через полгода после его смерти она вышла замуж за Лайонела Крэнфилда, 3-го графа Мидлсекс (1625 — 26 октября 1674); этот брак был бездетным.
Скончалась 11 ноября 1680 года в возрасте 67 лет, похоронена в церкви Святого Петра в Тостоке (Девон).